# Henri de Luxembourg, duc de Piney
Henri de Luxembourg (* 11. Oktober 1583; † 23. Mai 1616 in Jargeau oder Gergeau) war ein französischer Adliger 1613 zu Zeit des Königs Heinrich IV.
Er war der einzige Sohn von François de Luxembourg, duc de Piney (der sich selbst Duc de Luxembourg nannte), und Diane de Lorraine. Er war der 2. Duc de Piney, Pair de France, Prince de Tingry und Comte de Brienne, de Ligny et de Roussy, Souverain d’Aigremont, Baron de Vendœuvre aus eigenem Recht, sowie Seigneur de Thoré, de Montbron, de Dangu, de Savoisy, de Macy, de Torotte, de Saint-Martin-d’Ablois, de Liencourt, de Bellemont, de Châteauneuf, de Gandelu, de Fay et de Saint-Pierre-en-Artois aus dem Recht seiner Ehefrau.
Per Ehevertrag vom 19. Juni 1597 heiratete er Madeleine de Montmorency, Dame de Montbron, de Thoré, de Dangu, de Gandelu etc. (* 1582; † Oktober 1615), Tochter von Guillaume de Montmorency, seigneur de Thoré etc., und Anne de Lalaing. Ihre Kinder waren:
- Marguerite Charlotte de Luxembourg (* 19. Januar 1607; † 26. November 1680[2] in Ligny), 1616 Duchesse de Piney, Comtesse de Brienne, Ligny etc.; ⚭ (1) 5. August 1620 (nach Kontrakt vom 16. Januar 1620)[3] Léon d’Albert de Luynes, Seigneur de Brantes, dann 3. Duc de Piney, Pair de France (10. Juli 1620, registriert 8. Februar 1621) (* 1582 in Mornas; † 25. November 1630 in Paris); ⚭ (2) Juni 1631 Charles Henri de Clermont-Tonnerre, Duc de Piney, 1621 Kapitänleutnant der Chevaulegers (* um 1598; † 8. Juli 1674 in Ligny), bestattet in der Cölestinerkirche in Avignon
- Marie Liesse de Luxembourg (* April 1611; † 18. Januar 1660 in Chambéry), 1616 Princesse de Tingry, 1628 geistlich, 1628 Karmelitin in Avignon, 1634 in Chambéry; ⚭ (Ehevertrag 26. April 1620 und Paris 5. Juli 1620) Henri de Lévis († 15. Oktober 1680 in Paris), 1622/31 3. Duc de Ventadour, Pair de France, 1628 geistlich, gestorben als Dechant in Notre-Dame de Paris, dort auch bestattet (Haus Lévis)

Darüber hinaus hatte er mit NN Chapelotte einen unehelichen Sohn:
- Charles Antonie Bâtard de Luxembourg († 1652 in Nancy), Comte de Rosnay, Seigneur d‘Aigremont; ⚭ Catherine Marguerite de Castres de La Baume, Tochter von Antoine de Castres, Gouverneu von Vitry-le-François, und Anne Lucrèce de Bonnaide; ihre Tochter war Edmée Catherine de Luxembourg († 21. Juni 1720), bestattet in Saint-Côme in Paris; ⚭ Charles Bâtard de Clermont, Seigneur de La Bastie, unehelicher Sohn von Charles Henri de Clermont, Duc de Luxembourg (siehe oben)

Henri de Luxembourg starb am 23. Mai 1616 an einem fièvre pestilentielle und wurde in der Franziskanerkirche von Ligny bestattet.